# Ute Park, Novi Meksiko
Ute Park je neuključeno područje i popisom određeno mjesto u okrugu Colfaxu u američkoj saveznoj državi Novom Meksiku.
Prema popisu stanovništva SAD 2010., imao je 71 stanovnika.

## Povijest
U prošlosti je bio dio land granta Maxwella.
Željeznice St. Louis, Rocky Mountain, and Pacific Railway napustili su odvojak prema Ute Parku oko 1942. godine. Djelovi trase još su vidljivi, ali većina infrastrukture željezničke pruge uklonjena je.
U vodiču za Novi Meksiko iz 1921. (Guide to New Mexico) opisan je ovako:
Ute Park je dobio ime po Indijancima Jutima, koji su živjeli na istočnom obronku obližnje planine Baldyja. Buntovni Juti odupirali su se bijelim tlačiteljima i Indijanska agencija i vojne snage držane su u Cimarronu da bi ih se držalo podložnima, sve dok se nisu na kraju preselili u rezervat u južni Colorado i Utah. Selo Ute Park, nasuprot ušća potoka Ute (Ute Creek), završni je odvojak željezničke pruge A.T.&S.F. te distribucijska točka tereta ka dolini Moreno (Moreno Valley), Red Riveru i Taosu.
Druge varijante imena Ute Parka su Eagle Park i Ute Creek.

## Promet
Smješten je duž U.S. Route 64 između Cimarrona i Eagle Nesta, tik istočno od Državnog parka Cimarronski kanjon.

## Zemljopis
Zemljopisni položaj je 36°33′29″N 105°6′54″W / 36.55806°N 105.11500°W (36.558056, -105.115). Prema Uredu SAD-a za popis stanovništva, zauzima 8,79 km2 površine, sve suhozemne.

## Stanovništvo
Prema podatcima popisa 2010. ovdje je bio 71 stanovnik, 34 kućanstva od čega 23 obiteljskih, a stanovništvo po rasi bili su 84,5% bijelci, 0,0% "crnci ili afroamerikanci", 1,4% "američki Indijanci i aljaskanski domorodci", 0,0% Azijci, 0,0% "domorodački Havajci i ostali tihooceanski otočani", 9,9% ostalih rasa, 4,2% dviju ili više rasa. Hispanoamerikanaca i Latinoamerikanaca svih rasa bilo je 26,8%.